# Sergentomyia graingeri
Sergentomyia graingeri är en tvåvingeart som först beskrevs av Heisch, Guggisberg och Teesdale 1956.  Sergentomyia graingeri ingår i släktet Sergentomyia och familjen fjärilsmyggor.
Artens utbredningsområde är Kenya. Inga underarter finns listade i Catalogue of Life.